# IC 1727
IC 1727 è un galassia spirale barrata (SB(s)m) situata nella costellazione del Triangolo distante circa 7 Megaparsec dalla Terra. La sua massa è stimata essere di circa 10 miliardi di masse solari.
Si trova a circa 85.000 anni luce da un'altra galassia spirale, NGC 672 con la quale interagisce gravitazionalmente. Infatti sono stati individuati filamenti di materia oscura che collegano i due oggetti.
IC 1727 e NGC 672 costituiscono il Gruppo NGC 672/IC 1727 insieme a quattro galassie nane irregolari (AGC 110482, AGC 111945, AGC 111946 e AGC 112521).

## Galleria d'immagini

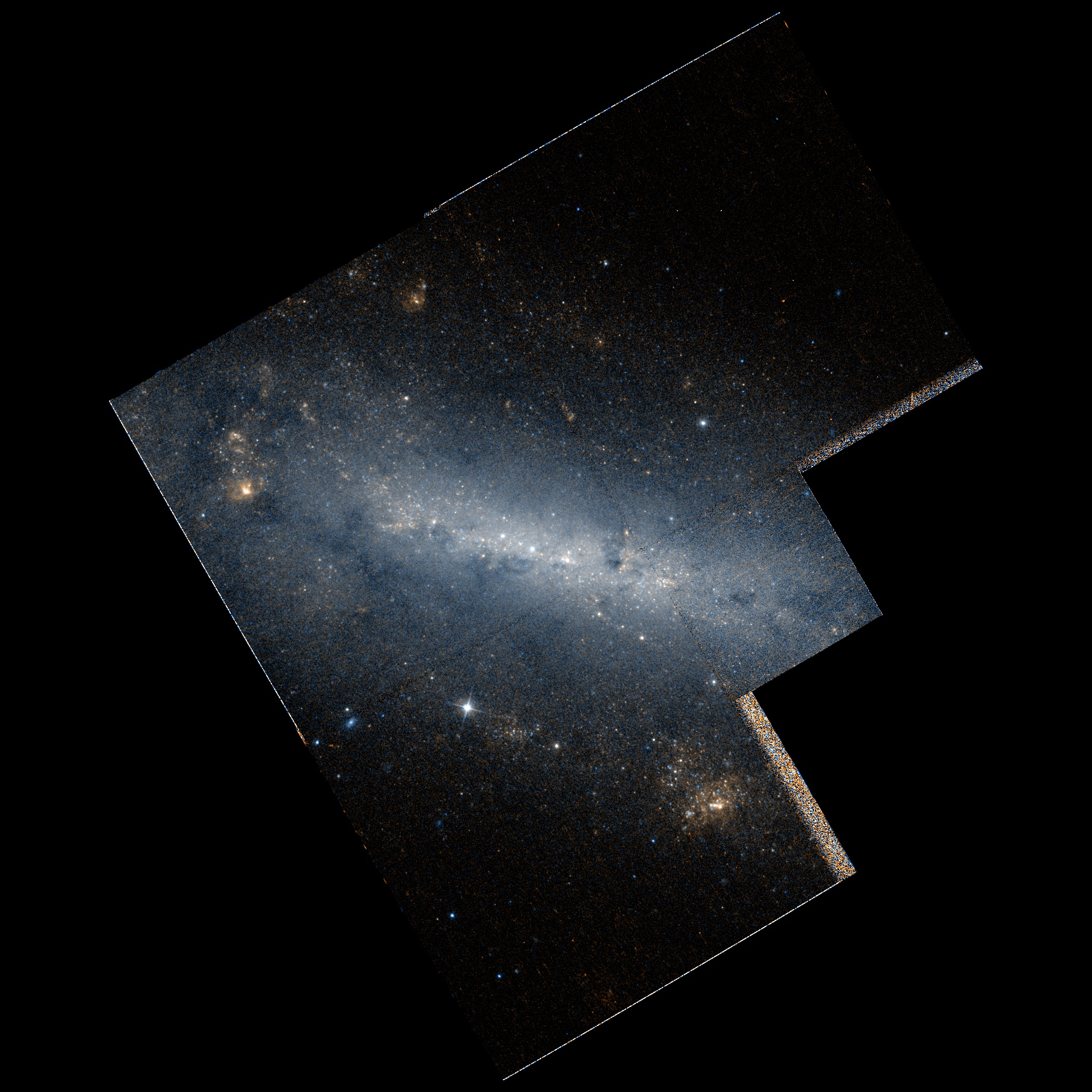
NGC 672, la galassia compagna di IC 1727  (Telescopio spaziale Hubble)
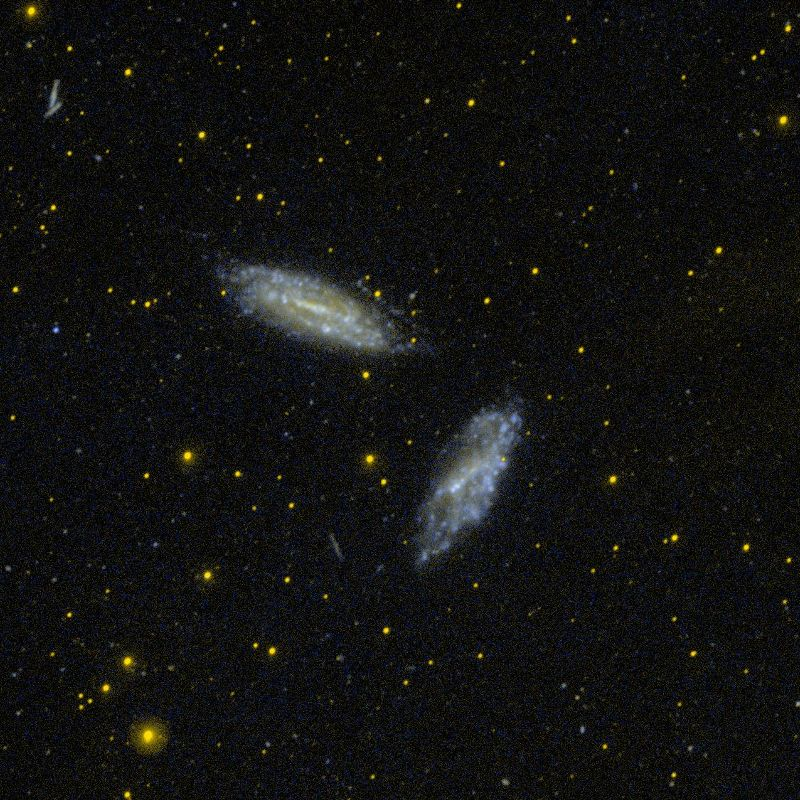
Gruppo NGC 672/IC 1727  (IC 1727 in basso a destra)  (GALEX)